# Liste des gares de la ligne de Grande Ceinture
 (décembre 2021).
Si vous disposez d'ouvrages ou d'articles de référence ou si vous connaissez des sites web de qualité traitant du thème abordé ici, merci de compléter l'article en donnant les références utiles à sa vérifiabilité et en les liant à la section « Notes et références ».
La liste des gares de la ligne de Grande Ceinture recense les gares de cette ligne ferroviaire située en Île-de-France, en France.

## Statistiques
La ligne de Grande Ceinture a compté jusqu'à une soixantaine de gares depuis l'ouverture des premiers tronçons en 1877 jusqu'à son démantèlement partiel en 1934. La plupart accueillaient des voyageurs, mais d'autres étaient réservées au trafic des marchandises.
Seul reste ouvert le tronçon situé le plus au sud, entre Versailles et Juvisy via Massy - Palaiseau, voué donc principalement au trafic marchandises. Le trafic voyageurs reprend sur la Grande Ceinture stratégique entre Orly et Pont-de-Rungis en 1969, puis entre Pont-de-Rungis et Massy - Palaiseau en 1977. Le 30 septembre 1979, ce dernier tronçon intègre le RER C. Les autres sont soit désaffectées (leurs bâtiments pouvant avoir été reconvertis), soit détruites.

## Liste
Cette liste dénombre les différentes gares de la ligne ferroviaire de Grande Ceinture. La numérotation débute à Versailles (située au point kilométrique 0,000 de la ligne no 990000) et se poursuit, dans le sens des aiguilles d'une montre, jusqu'à Jouy-en-Josas (PK 116,683).
Les gares du tronçon de la Grande Ceinture complémentaire et celles de la Grande Ceinture stratégique sont également numérotées dans le sens des aiguilles d'une montre.
| \| 1 2 3 4 5 6 7 8 9 10 11 12 13 14 15 46 47 48 \| Localisation dans les Yvelines. |
| 1 2 3 4 5 6 7 8 9 10 11 12 13 14 15 46 47 48                                       |

| \| 14 15 16 17 18 19 20 21 22 23 24 25 26 27 28 29 30 31 32 33 34 35 36 37 38 39 40 41 42 43 44 45 46 47 48 49 50 51 52 53 54 55 56 57 58 59 60 \| Localisation dans la petite couronne. |
| 14 15 16 17 18 19 20 21 22 23 24 25 26 27 28 29 30 31 32 33 34 35 36 37 38 39 40 41 42 43 44 45 46 47 48 49 50 51 52 53 54 55 56 57 58 59 60                                             |

| #  | Gare                                      | Lieu                     | Nature       | État actuel  | Observations                                                                                         | Emplacement                                                         | Vue ancienne | Vue actuelle |
| -- | ----------------------------------------- | ------------------------ | ------------ | ------------ | --- | ------------------------------------------------------------------- | ------------ | ------------ |
| 1  | Versailles-Chantiers                      | Versailles               | Voyageurs    | En service   | | Passage de la Gare 48° 47′ 45″ nord, 2° 08′ 09″ est                 |              |              |
| 2  | Versailles-Matelots                       | Versailles               | Marchandises | Réhabilitée  | | Rue Lucien Sergent 48° 47′ 45″ nord, 2° 05′ 53″ est                 |              |              |
| 3  | Saint-Cyr-Grande-Ceinture                 | Versailles               | Voyageurs    | Désaffectée  | | 4 rue du Clos de la Fontaine 48° 48′ 09″ nord, 2° 04′ 37″ est       |              |              |
| 4  | Bailly                                    | Bailly                   | Voyageurs    | En service   | | Rue de Fontenay-le-Fleury 48° 50′ 14″ nord, 2° 04′ 27″ est          |              |              |
| 5  | Noisy-le-Roi                              | Noisy-le-Roi             | Voyageurs    | En service   | | Place de la Gare 48° 50′ 29″ nord, 2° 03′ 43″ est                   |              |              |
| 6  | Saint-Nom-la-Bretèche - Forêt de Marly    | L'Étang-la-Ville         | Voyageurs    | En service   | | 48° 52′ 04″ nord, 2° 03′ 04″ est                                    |              |              |
| 7  | L'Étang-la-Ville                          | L'Étang-la-Ville         | Voyageurs    | En service   | | 48° 52′ 10″ nord, 2° 04′ 19″ est                                    |              |              |
| 8  | Mareil-Marly                              | Mareil-Marly             | Voyageurs    | En service   | | 48° 52′ 52″ nord, 2° 04′ 46″ est                                    |              |              |
| 9  | Saint-Germain-en-Laye-Bel-Air - Fourqueux | Saint-Germain-en-Laye    | Voyageurs    | En service   | | 48° 53′ 42″ nord, 2° 04′ 12″ est                                    |              |              |
| 10 | Saint-Germain-en-Laye-Grande-Ceinture     | Saint-Germain-en-Laye    | Voyageurs    | En service   | | 48° 54′ 15″ nord, 2° 04′ 23″ est                                    |              |              |
| 11 | Poissy-Grande-Ceinture                    | Poissy                   | Voyageurs    | Désaffectée  | | 48° 55′ 38″ nord, 2° 03′ 06″ est                                    |              |              |
| 12 | Achères - Grand-Cormier                   | Saint-Germain-en-Laye    | Voyageurs    | En service   | | 48° 57′ 19″ nord, 2° 05′ 31″ est                                    |              |              |
| 13 | Maisons-Laffitte                          | Maisons-Laffitte         | Voyageurs    | En service   | | Place de la Libération 48° 56′ 45″ nord, 2° 08′ 39″ est             |              |              |
| 14 | Sartrouville                              | Sartrouville             | Voyageurs    | En service   | | Place des Fusillés 48° 56′ 15″ nord, 2° 09′ 27″ est                 |              |              |
| 15 | Houilles - Sartrouville                   | Houilles                 | Voyageurs    | Détruite     | | 48° 56′ 30″ nord, 2° 12′ 03″ est                                    |              |              |
| 16 | Val-Notre-Dame                            | Argenteuil               | Voyageurs    | Fermée       | Devenue le Technicentre Val-Notre-Dame                                                               | 48° 56′ 53″ nord, 2° 13′ 19″ est                                    |              |              |
| 17 | Argenteuil-Grande-Ceinture                | Argenteuil               | Voyageurs    | Désaffectée  | Réouverture de la gare espérée en 2033 dans le cadre du prolongement ouest du tram-train T11 Express | 48° 56′ 56″ nord, 2° 15′ 29″ est                                    |              |              |
| 18 | Épinay - Villetaneuse                     | Épinay-sur-Seine         | Voyageurs    | En service   | | 48° 57′ 30″ nord, 2° 19′ 43″ est                                    |              |              |
| 19 | Stains-Grande-Ceinture                    | Stains                   | Voyageurs    | Détruite     | | 48° 57′ 33″ nord, 2° 22′ 41″ est                                    |              |              |
| 20 | Dugny - La Courneuve                      | La Courneuve             | Voyageurs    | En service   | | 48° 56′ 37″ nord, 2° 24′ 40″ est                                    |              |              |
| 21 | Bourget-Grande-Ceinture                   | Le Bourget               | Voyageurs    | En service   | | 48° 55′ 50″ nord, 2° 25′ 33″ est                                    |              |              |
| 22 | Bobigny                                   | Bobigny                  | Voyageurs    | Marchandises | Triage vers la Grande ceinture complémentaire                                                        | 48° 54′ 38″ nord, 2° 25′ 49″ est                                    |              |              |
| 23 | Noisy-le-Sec                              | Noisy-le-Sec             | Voyageurs    | En service   | | Place Jean-Coquelin 48° 53′ 48″ nord, 2° 27′ 35″ est                |              |              |
| 24 | Rosny-Bois-Perrier                        | Rosny-sous-Bois          | Voyageurs    | En service   | | Rue Jacques-Offenbach 48° 52′ 59″ nord, 2° 28′ 51″ est              |              |              |
| 25 | Rosny-sous-Bois                           | Rosny-sous-Bois          | Voyageurs    | En service   | | Place des Martyrs-de-la-Résistance 48° 52′ 59″ nord, 2° 28′ 51″ est |              |              |
| 26 | Nogent - Le Perreux                       | Nogent-sur-Marne         | Voyageurs    | En service   | | Place du Théâtre 48° 50′ 19″ nord, 2° 29′ 39″ est                   |              |              |
| 27 | Le Plant-Champigny                        | Nogent-sur-Marne         | Voyageurs    | Détruite     | | Boulevard Jules Guesde 48° 49′ 13″ nord, 2° 30′ 27″ est             |              |              |
| 28 | Champigny                                 | Saint-Maur-des-Fossés    | Voyageurs    | En service   | | 48° 48′ 26″ nord, 2° 30′ 35″ est                                    |              |              |
| 29 | La Varenne - Chennevières                 | Saint-Maur-des-Fossés    | Voyageurs    | En service   | | 48° 47′ 43″ nord, 2° 30′ 51″ est                                    |              |              |
| 30 | Sucy - Bonneuil                           | Sucy-en-Brie             | Voyageurs    | En service   | Triage vers la Grande ceinture complémentaire                                                        | 48° 46′ 16″ nord, 2° 30′ 27″ est                                    |              |              |
| 31 | Triage de Valenton                        | Valenton                 | Marchandises | Marchandises | | 48° 45′ 33″ nord, 2° 27′ 32″ est                                    |              |              |
| 32 | Valenton                                  | Valenton                 | Voyageurs    | Détruite     | | 48° 45′ 28″ nord, 2° 27′ 17″ est                                    |              |              |
| 33 | Triage de Villeneuve-Saint-Georges        | Villeneuve-Saint-Georges | Marchandises | Marchandises | Triage sur la ligne de Paris-Lyon à Marseille-Saint-Charles                                          | 48° 45′ 23″ nord, 2° 26′ 28″ est                                    |              |              |
| 34 | Athis-Mons                                | Athis-Mons               | Voyageurs    | En service   | | Place de Rothenbourg 48° 42′ 45″ nord, 2° 24′ 12″ est               |              |              |
| 35 | Juvisy                                    | Juvisy-sur-Orge          | Voyageurs    | En service   | | Place Banette et Planchon 48° 41′ 21″ nord, 2° 22′ 58″ est          |              |              |
| 36 | Savigny-sur-Orge                          | Savigny-sur-Orge         | Voyageurs    | En service   | | Place de la Gare 48° 40′ 34″ nord, 2° 21′ 07″ est                   |              |              |
| 37 | Petit Vaux                                | Épinay-sur-Orge          | Voyageurs    | En service   | | Rue de Petit-Vaux 48° 40′ 34″ nord, 2° 20′ 00″ est                  |              |              |
| 38 | Gravigny-Balizy                           | Longjumeau               | Voyageurs    | En service   | | Rue des Templiers 48° 41′ 06″ nord, 2° 19′ 04″ est                  |              |              |
| 39 | Chilly-Mazarin                            | Chilly-Mazarin           | Voyageurs    | En service   | | Rue du Chemin de Fer 48° 42′ 02″ nord, 2° 18′ 26″ est               |              |              |
| 40 | Longjumeau                                | Longjumeau               | Voyageurs    | En service   | | Place de la Gare 48° 42′ 08″ nord, 2° 17′ 40″ est                   |              |              |
| 41 | Champlan                                  | Champlan                 | Voyageurs    | En service   | | 34, chemin de Chilly 48° 42′ 29″ nord, 2° 16′ 50″ est               |              |              |
| 42 | Massy-Europe                              | Massy                    | Voyageurs    | En service   | | 48° 43′ 26″ nord, 2° 16′ 22″ est                                    |              |              |
| 43 | Massy - Palaiseau                         | Massy                    | Voyageurs    | En service   | Triage vers la Grande ceinture                                                                       | 48° 43′ 27″ nord, 2° 15′ 34″ est                                    |              |              |
| 44 | Igny                                      | Igny                     | Voyageurs    | En service   | | 1, avenue Jean Jaurès 48° 44′ 24″ nord, 2° 13′ 52″ est              |              |              |
| 45 | Bièvres                                   | Bièvres                  | Voyageurs    | En service   | | Place de la Gare 48° 45′ 05″ nord, 2° 12′ 56″ est                   |              |              |
| 46 | Vauboyen                                  | Bièvres                  | Voyageurs    | En service   | | Chemin des Charbonniers 48° 45′ 33″ nord, 2° 11′ 31″ est            |              |              |
| 47 | Jouy-en-Josas                             | Jouy-en-Josas            | Voyageurs    | En service   | | 48° 45′ 53″ nord, 2° 09′ 49″ est                                    |              |              |
| 48 | Petit Jouy - Les Loges                    | Jouy-en-Josas            | Voyageurs    | En service   | | Chemin de Petit Jouy 48° 46′ 13″ nord, 2° 08′ 47″ est               |              |              |

Grande Ceinture complémentaire
| #  | Gare                                   | Lieu                   | Nature                 | État actuel  | Observations                   | Emplacement                                          | Vue ancienne | Vue actuelle |
| -- | -------------------------------------- | ---------------------- | ---------------------- | ------------ | ------------------------------ | ---------------------------------------------------- | ------------ | ------------ |
| 22 | Bobigny                                | Bobigny                | Voyageurs Marchandises | Marchandises | Triage vers la Grande ceinture | 48° 54′ 38″ nord, 2° 25′ 49″ est                     |              |              |
| 23 | Noisy-le-Sec                           | Noisy-le-Sec           | Voyageurs Marchandises | En service   |                                | Place Jean-Coquelin 48° 53′ 48″ nord, 2° 27′ 35″ est |              |              |
| 49 | Neuilly-sur-Marne                      | Neuilly-sur-Marne      | Voyageurs Marchandises | Marchandises |                                | Place de la Gare 48° 51′ 36″ nord, 2° 31′ 17″ est    |              |              |
| 50 | Bry-sur-Marne                          | Neuilly-sur-Marne      | Voyageurs Marchandises | Fermée       |                                | 48° 50′ 15″ nord, 2° 31′ 26″ est                     |              |              |
| 51 | Chennevières-sur-Marne-Grande-Ceinture | Chennevières-sur-Marne | Voyageurs Marchandises | Marchandises |                                | 48° 50′ 15″ nord, 2° 31′ 26″ est                     |              |              |
| 30 | Sucy - Bonneuil                        | Sucy-en-Brie           | Voyageurs Marchandises | En service   | Triage vers la Grande ceinture | 48° 46′ 16″ nord, 2° 30′ 27″ est                     |              |              |

Grande Ceinture stratégique
| #  | Gare                             | Lieu          | Nature       | État actuel  | Observations                   | Emplacement                                               | Vue ancienne | Vue actuelle |
| -- | -------------------------------- | ------------- | ------------ | ------------ | ------------------------------ | --------------------------------------------------------- | ------------ | ------------ |
| 52 | Choisy-le-Roi                    | Choisy-le-Roi | Voyageurs    | En service   |                                | Avenue du 8-Mai-1945 48° 45′ 51″ nord, 2° 24′ 40″ est     |              |              |
| 53 | Les Saules                       | Orly          | Voyageurs    | En service   | Mise en service en 1967        | 48° 44′ 44″ nord, 2° 25′ 03″ est                          |              |              |
| 54 | Orly-Ville                       | Orly          | Voyageurs    | En service   |                                | 1, place du 8-Mai-1945 48° 44′ 31″ nord, 2° 24′ 11″ est   |              |              |
| 55 | Pont de Rungis - Aéroport d'Orly | Thiais        | Voyageurs    | En service   |                                | Avenue du Docteur-Marie 48° 44′ 54″ nord, 2° 22′ 22″ est  |              |              |
| 56 | Rungis MIN                       | Rungis        | Marchandises | Marchandises |                                | 48° 45′ 02″ nord, 2° 21′ 37″ est                          |              |              |
| 57 | Rungis - La Fraternelle          | Rungis        | Voyageurs    | En service   |                                | 48° 44′ 26″ nord, 2° 21′ 12″ est                          |              |              |
| 58 | Wissous                          | Wissous       | Voyageurs    | Fermée       |                                | 48° 44′ 28″ nord, 2° 19′ 51″ est                          |              |              |
| 59 | Chemin d'Antony                  | Antony        | Voyageurs    | En service   |                                | Rue Lavoisier 48° 44′ 53″ nord, 2° 18′ 46″ est            |              |              |
| 60 | Massy - Verrières                | Massy         | Voyageurs    | En service   |                                | 2 bis, avenue de la Gare 48° 44′ 04″ nord, 2° 16′ 25″ est |              |              |
| 43 | Massy - Palaiseau                | Massy         | Voyageurs    | En service   | Triage vers la Grande ceinture | 48° 43′ 27″ nord, 2° 15′ 34″ est                          |              |              |

Pour les autre gares : voir la section Liens externes (ci-après).